# Robina Muqimyar
Robina Muqimyar (* 3. Juli 1986 in Kabul) ist eine afghanische Leichtathletin.
Muqimyar und Friba Razayee sind die ersten afghanischen Frauen, die jemals bei Olympischen Spielen antreten durften. Muqimyar begann erst im März 2004 mit der Vorbereitung auf die Olympischen Spiele. Im Stadion von Kabul trainierte sie auf einer beschädigten Laufbahn.
Bei der Eröffnungsfeier der Olympischen Spiele 2004 in Athen war sie angeblich auf Wunsch von Präsident Hamid Karzai Fahnenträgerin ihres Landes.
Am 20. August 2004 trat sie im 100-Meter-Sprint an und schied erwartungsgemäß als Siebte im ersten Vorlauf aus. Dabei verbesserte sie jedoch den afghanischen Landesrekord auf 14,14 Sekunden. In der Endabrechnung belegte Muqimyar Rang 62 unter 63 Starterinnen.
Seit dem Vormarsch der Taliban im August 2021 fehlt von ihr jede Spur.